# Kismodró
Kismodró (szlovákul Modrovka, korábban Malá Modrovka) község Szlovákiában, a Trencséni kerületben, a Vágújhelyi járásban.

## Fekvése
Vágújhelytől 15 km-re délkeletre, a Vág bal partján fekszik.

## Története
A régészeti leletek tanúsága szerint már 25000 évvel ezelőtt a kőkorszakban is éltek itt emberek. Az i. e. 10000 körüli időkből pedig csontvázas sírokat is találtak. A 8. században korai szláv település volt a területén.
1348-ban "Madro" alakban említik először, a temetvényi váruradalomhoz tartozott. 1452-ben "Kysmodro" néven szerepel. 1530-ban és 1548-ban török támadások következtében a település leégett. Története során különböző nemesi családok birtoka volt. 1715-ben szőlőskertje, malma, 18 jobbágy és 8 zsellérháza volt. 1753-ban 23 család élt itt. 1787-ben 25 házát 174-en lakták. 1828-ban 37 házában 258 lakos élt. Lakói főként mezőgazdasággal, szőlő- és gyümölcstermesztéssel,  foglalkoztak.
Vályi András szerint "MODRO. Nagy, és Kis Modro. Két tót falu Nyitra Várm. földes Uraik több Urak, lakosai katolikusok, fekszenek a’ Vág Újhelyi járásban, földgyei ollyanok mint Horkálé." 
Fényes Elek szerint "Modró (Kis és Nagy), 2 egymás mellett levő tót helység, Nyitra vmegyében, a Vágh bal partján, az első 182 kath., 10 evang., 14 zsidó, a második 322 kath., 9 zsidó lak., s kath. paroch. templommal. Bikkes erdejök derék; földeik középszerüek; gyümölcsük bőven. F. u. a temetvényi uradalom. Ut. p. Galgócz." 
A trianoni békeszerződésig Nyitra vármegye Vágújhelyi járásához tartozott.
1927-ben kapta mai hivatalos nevét. 1970 és 1990 között a szomszédos Váglukához tartozott. Területe a temetvényi termelőszövetkezethez tartozik, amely főként szarvasmarha tenyésztéssel foglalkozik.

## Népessége
| Év:            | 1994. | 2004.   | 2014.   | 2024.    |
| -------------- | ----- | ------- | ------- | -------- |
| Emberek száma: | 238   | 224     | 203     | 228      |
| Eltérés:       |       | -5,88 % | -9,37 % | +12,31 % |

| Év:            | 2023. | 2024.   |
| -------------- | ----- | ------- |
| Emberek száma: | 224   | 228     |
| Eltérés:       |       | +1,78 % |

1910-ben 126, túlnyomórészt szlovák lakosa volt.
2001-ben 229 lakosából 226 szlovák volt.
2011-ben 204 lakosából 197 szlovák.
| Lakosok száma | 191  | 203  | 228  |
|               | 2017 | 2021 | 2024 |

## Nevezetességei

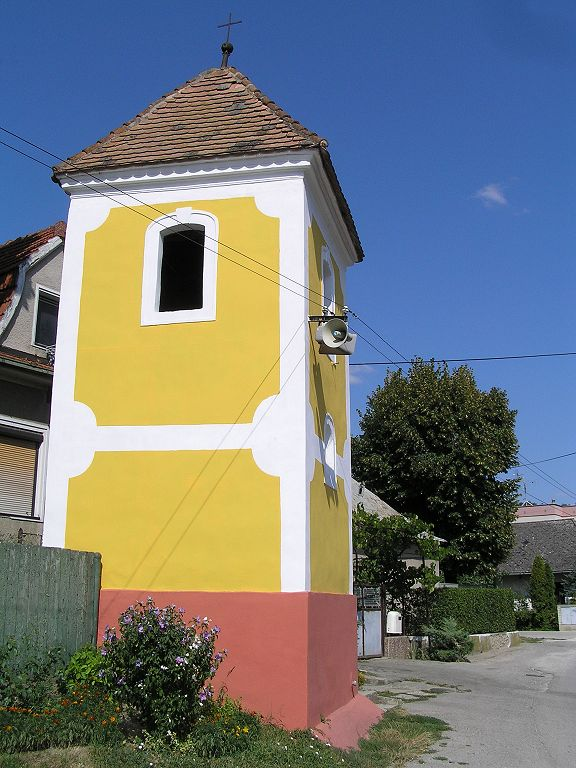
Harangláb

- A falu haranglába a 20. század elején épült.
- A közelben található a modrói barlang, a vidék legnagyobb látogatható barlangja.
- A faluban védett kínai eredetű faritkaság található.

## Külső hivatkozások
- Hivatalos oldal
- Községinfó
- Kismodró Szlovákia térképén
- E-obce.sk Archiválva 2008. december 7-i dátummal a Wayback Machine-ben